# تورستن بوير
تورستن بوير (بالألمانية: Thorsten Boer)‏ (12 أغسطس 1968 في ألمانيا - ) هو مدرب كرة قدم ولاعب كرة قدم ألماني (وحمل سابقاً جنسية ألمانيا الشرقية) في مركز الهجوم. لعب مع دينامو برلين وكيمنتزر ويونيون برلين وتنس بوروسيا برلين.

## وصلات خارجية
- تورستن بوير على موقع قاعدة بيانات كرة القدم.إي يو (الإنجليزية)
- تورستن بوير على موقع بيانات كرة القدم. دي إي (الألمانية)
- تورستن بوير على موقع عالم كرة القدم.نت (الإنجليزية)